# Finlands ambassader

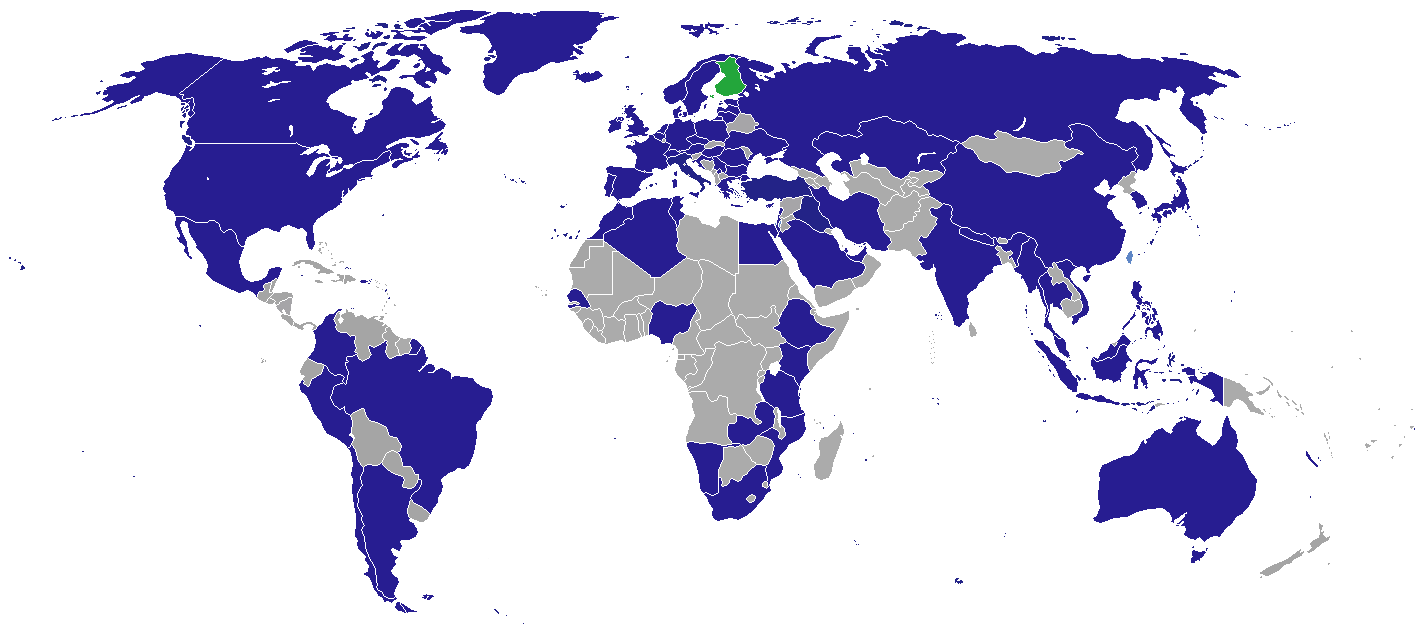
Länder där Finland har en ambassad.

Finlands flagga

Finlands ambassader representerar Finland utomlands. Av förenta nationernas 189 medlemsstater har Finland diplomatiska relationer med 170 stater. I 76 av dem har Finland en ambassad. Finlands första ambassad är Finlands ambassad i Stockholm, som öppnade januari 1918, kort efter Finlands självständighet 6 december 1917.
De flesta finländska ambassadörsresidenserna har en traditionell finsk bastu.